# Ceinture de coups d'État

Pays d'Afrique touchés par un coup d'État abouti entre 2020 et 2023 :,,,,,,.

La ceinture de coups d'État est un concept géopolitique moderne utilisé pour désigner une partie de l'Afrique de l'Ouest, en particulier le Sahel, région fortement touchée par des coups d'État au cours des années 2020,,,.

## Présentation

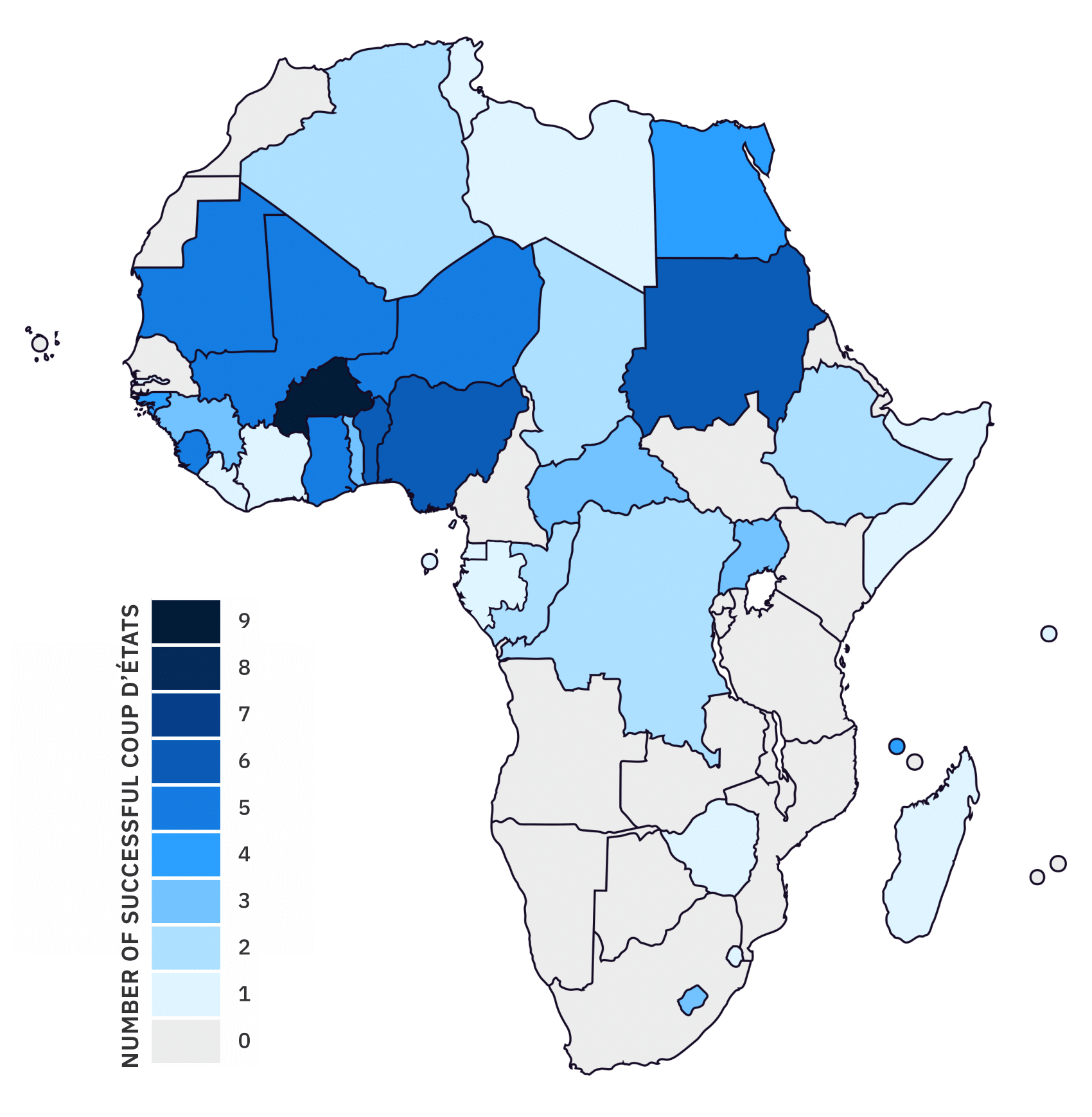
Nombre de coups d’État réussis en Afrique (depuis les années 1960).

### Origine
Bien que probablement plus ancien,, le terme est devenu populaire après une série de coups d'État au début des années 2020, notamment au Mali en 2020 et 2021, en Guinée, au Tchad et au Soudan en 2021, deux au Burkina Faso en janvier et septembre en 2022, et au Niger et au Gabon en 2023,. La région a également connu des tentatives de coups d’État au Niger et au Soudan en 2021, en Guinée-Bissau et en Gambie en 2022, ainsi qu’au Soudan et en Sierra Leone en 2023.
Après le coup d’État nigérien de 2023, ces pays ont formé une chaîne continue s’étendant entre les côtes est et ouest de l’Afrique.

### Histoire

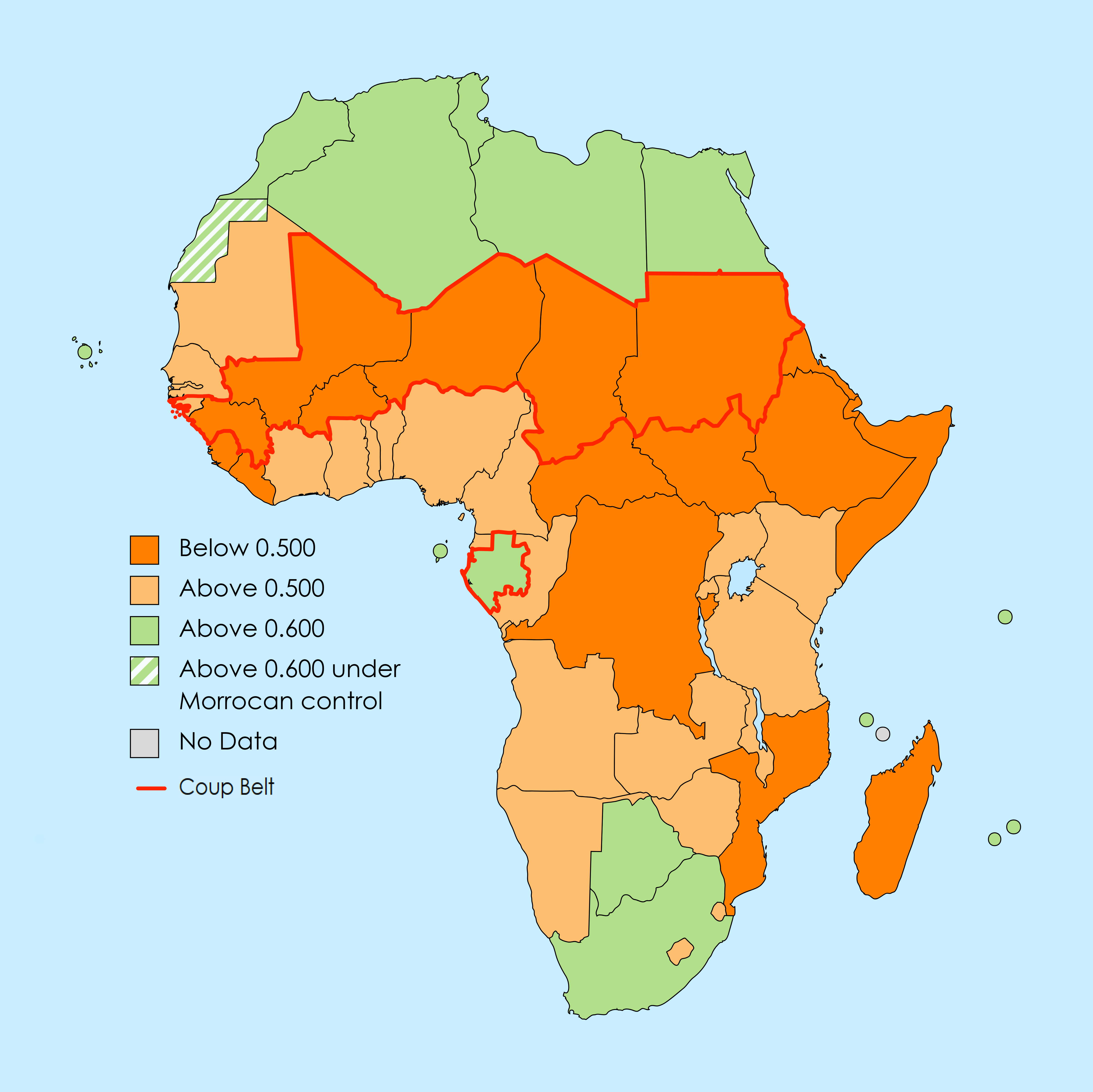
Indice de développement humain des pays d'Afrique. La ceinture de coups d'État est délimitée en rouge. Chaque pays compris dans la ceinture, hormis le Gabon, est défini par un IDH inférieur à 0,5 et font alors partis des pays les moins avancés.

Depuis 1990, 78 % des 27 coups d'État en Afrique subsaharienne ont eu lieu dans d'anciennes colonies françaises. Cela a amené certains à se demander si l’influence française en Afrique avait un impact déstabilisateur.
Les juntes militaires du Mali, du Burkina Faso et du Niger ont annulé les accords militaires autorisant les troupes françaises à opérer sur leur territoire et, dans le cas du Mali, ont supprimé le français comme langue officielle,,.
Le Niger était censé accueillir les troupes françaises retirées du Mali et du Burkina Faso mais la rupture des liens militaires avec la France a compliqué cet arrangement,.
La CEDEAO a tenté de travailler activement au changement de cette étiquette associée à la région, mais sans succès ; elle a suspendu le Mali après le coup d’État de 2021, puis la Guinée le 8 septembre 2021, peu de temps après le coup d’État militaire là aussi,.
Les coups d’État ont été de même nature ; la plupart provenaient de militaires mécontents qui critiquaient la gestion par leur gouvernement respectif des insurgés islamiques ou des manifestations[réf. nécessaire]. Les nouvelles juntes ont tendance à entretenir de mauvaises relations avec l’Occident, et nombre d’entre elles recherchant le soutien soit de la Russie et du groupe Wagner, soit de la Turquie, plutôt que de la France, qui a pourtant aidé ces pays à lutter contre les insurgés islamiques à travers l'opération Barkhane, mais dont elles étaient insatisfaites et critiques.

## Liste de coups d'État en Afrique depuis 2020
| Année             | Pays         | Auteur                                                                              | Cible                      | Notes                                                 | Sources |
| ----------------- | ------------ | ----------------------------------------------------------------------------------- | -------------------------- | ----------------------------------------------------- | ------- |
| 18 août 2020      | Mali         | Assimi Goïta                                                                        | Ibrahim Boubacar Keïta     | Coup d'État de 2020 au Mali                           | [ 25 ]  |
| 21 avril 2021     | Tchad        | Mahamat Idriss Déby                                                                 | Haroun Kabadi (de jure)    | Conseil militaire de transition                       | [ 26 ]  |
| 31 mars 2021      | Niger        | Faction dissidentes des forces armées nigériennes                                   | Mahamadou Issoufou         | Tentative de coup d'État de 2021 au Niger             | [ 27 ]  |
| 24 mai 2021       | Mali         | Assimi Goïta                                                                        | Bah N'Daw                  | Coup d'État de 2021 au Mali                           | [ 28 ]  |
| 5 septembre 2021  | Guinée       | Mamadi Doumbouya                                                                    | Alpha Condé                | Coup d'État de 2021 en Guinée                         | [ 29 ]  |
| 25 octobre 2021   | Soudan       | Abdel Fattah al-Burhan                                                              | Abdallah Hamdok            | Coup d'État de 2021 au Soudan                         | [ 30 ]  |
| 24 janvier 2022   | Burkina Faso | Paul-Henri Sandaogo Damiba                                                          | Roch Marc Christian Kaboré | Coup d'État de janvier 2022 au Burkina Faso           | [ 31 ]  |
| 30 septembre 2022 | Burkina Faso | Ibrahim Traoré                                                                      | Paul-Henri Sandaogo Damiba | Coup d'État de septembre 2022 au Burkina Faso         | [ 32 ]  |
| 15 avril 2023     | Soudan       | Mohamed Hamdan Dogolo (FSR)                                                         | Abdel Fattah al-Burhan     | En cours : Tentative de coup d'État de 2023 au Soudan | [ 33 ]  |
| 26 juillet 2023   | Niger        | Abdourahamane Tchiani                                                               | Mohamed Bazoum             | Coup d'État de 2023 au Niger                          | [ 34 ]  |
| 30 août 2023      | Gabon        | Brice Oligui Nguema (Comité pour la transition et la restauration des institutions) | Ali Bongo                  | Coup d'État de 2023 au Gabon                          | [ 35 ]  |